# Rua Teodoro Sampaio
A Rua Teodoro Sampaio é uma importante via da cidade de São Paulo e foi assim nomeada em homenagem ao engenheiro baiano Teodoro Fernandes Sampaio.
A rua tem início próximo ao centro da cidade, na Avenida Dr. Arnaldo, no Jardim Paulista e termina na Rua Fernão Dias, no distrito de Pinheiros.
Tem importantes vias afluentes, dentre as quais a Avenida Dr. Enéas Carvalho de Aguiar, a Rua Oscar Freire, a Praça Benedito Calixto, a Rua Henrique Schaumann, a Avenida Pedroso de Morais e a Avenida Faria Lima. Tem como paralelas a Rua Cardeal Arcoverde e a Avenida Rebouças.
Na rua estão localizados diversos bares com música ao vivo. Também existe ali uma significativa concentração de estabelecimentos de luthieria e de comércio de instrumentos musicais. A rua também concentra um grande número de estabelecimentos de produção e venda de móveis.